# Cadulus obesus
Cadulus obesus är en blötdjursart som beskrevs av Watson 1879. Cadulus obesus ingår i släktet Cadulus och familjen Gadilidae. Inga underarter finns listade i Catalogue of Life.